# Depo Pilsky Kruglyak
Depo Pilsky Kruglyak - Gradnja Piljskega depoja se je začela v letih 1870—1874 in je povezana z intenzivnim razvojem in gradnjo železnice v deželah Prusije. Zaradi uporabe nenavadnih arhitekturnih elementov pri gradnji je depo postal zgled podobnim objektom v Evropi. V 90 letih XX stoletja po nekajletni uporabi je depo prenehal z delovanjem in so ga vsi pozabili.
Prebivalci m. Pila so se odločili rešiti zgodovinski spomenik.